# صمويل دو شامبلان
صمويل دو شامبلان (بالفرنسية: Samuel de Champlain)‏ (نحو 13 أغسطس 1567 - 25 ديسمبر 1635) هو مستوطن، وملاح، ورسام خرائط، ورسام، وجندي، ومستكشف، وجُغرافي، وإنثولوجي، ودبلوماسي، ومؤرخ فرنسيّ. قام بما بين 21 و29 رحلة عبر المحيط الأطلسي، وأسس كيبيك وفرنسا الجديدة في 3 يوليو 1608. وهو شخصية مهمة في التاريخ الكندي، إذ رسم أول خريطة ساحلية دقيقة أثناء استكشافاته، وأسس العديد من المستوطنات الاستعمارية.
ولد شامبلان في عائلة من البحارة، وبدأ استكشاف أمريكا الشمالية عام 1603، بتوجيه من عمه فرانسوا غرافي دو بونت. بعد عام 1603 دُمجت حياة شامبلان ومسيرته المهنية في مسار تبعه لبقية حياته. منذ عام 1604 وحتى عام 1607، شارك في استكشاف واستيطان أول مستوطنة أوروبية دائمة شمال فلوريدا، بورت رويال، أكاديا عام 1605، بالإضافة إلى إقامة أول مستوطنة أوروبية وهي سانت جون، نيو برونزويك عام 1604. في عام 1608 أسس المستوطنة الفرنسية التي أصبحت الآن مدينة كيبيك. كان شامبلان أول أوروبي يصف البحيرات العظمى، ونشر خرائط لرحلاته وروايات عما تعلمه من السكان الأصليين والفرنسيين الذين عاشوا بين السكان الأصليين. أقام علاقات مع شعوب مونتاني وإينو المحلية، ولاحقًا مع قبائل أقصى الغرب (نهر أوتاوا، وبحيرة نيبسينغ، وخليج جورجيا) ومع الألغونكين ووايندوت، ووافق أيضًا على تقديم المساعدة في حروب بيفر ضد الإيراكوي. في أواخر عام 1615، عاد شامبلان إلى الوايندوت ومكث معهم طوال الشتاء، ما سمح له بتقديم ملاحظات أولية عن هذه الأمة المهمة، والتي تشكل أحداثها الجزء الأكبر من كتابه مقتطفات من الرحلات والاكتشافات المصنوعة في فرنسا الجديدة: منذ عام 1615 والذي نُشر عام 1619.
في عام 1620 أمر لويس الثالث عشر ملك فرنسا شامبلان بوقف الاستكشاف والعودة إلى كيبيك وتكريس نفسه لإدارة البلاد. في كل الأحوال، كان صمويل دو شامبلان حاكمًا لفرنسا الجديدة، وهو اللقب الذي ربما لم يكن متاحًا له رسميًا بسبب وضعه غير النبيل. أسس شركات تجارية أرسلت البضائع، خاصة الفراء، إلى فرنسا، وأشرف على توسع فرنسا الجديدة في وادي نهر سانت لورانس حتى وفاته في عام 1635.
خُلد ذكر شامبلان باعتباره «أبو فرنسا الجديدة» و«أبو أكاديا»، إذ تحمل العديد من الأماكن والشوارع والمباني في شمال شرق أمريكا الشمالية اسمه، وأبرزها بحيرة شامبلان.

## تأسيس كيبيك
في ربيع 1608 أراد دوغوا من شامبلان أن يفتتح مستعمرة فرنسية جديدة ومركزًا لتجارة الفراء على شواطئ سانت لورانس. جهز دوغوا، على نفقته الخاصة، أسطولًا من ثلاث سفن مع العمال، والتي غادرت ميناء هونفلور الفرنسي. قاد شامبلان السفينة الرئيسة المسماة هبة الله. قاد صديقه دو بونت سفينة أخرى اسمها كلب الصيد. وصلت مجموعة صغيرة من المستوطنين الذكور إلى تادوساك في منطقة سانت لورانس السفلى في يونيو. بسبب القوة الخطيرة لنهر ساغويني المنتهي هناك، تركوا السفن وواصلوا صعود «النهر الكبير» في قوارب صغيرة لإحضار الرجال والمواد.
في 3 يوليو 1608 هبط شامبلان في الوجهة كيبيك وشرع في تحصين المنطقة من خلال تشييد ثلاثة مبانٍ خشبية رئيسية، كل منها مكون من طابقين، والتي أطلق عليها مجتمعة المسكن، مع سور خشبي وخندق بعرض 12 قدمًا ( 4 م) يحيط بهم. كانت هذه بداية لما يعرف الآن بمدينة كيبيك. أصبحت البستنة، والاستكشاف، والتحصين في هذا المكان شغف شامبلان لبقية حياته.
عند تأسيس كيبيك، بدأ صانع أقفال بحياكة مؤامرة لقتل شامبلان، من أجل تسليم الحصن إلى الإسبان أو الباسك. علم شامبلان بالمؤامرة من أحد الطيارين الموثوق بهم، وألقى القبض على المتآمرين واستجوبهم وعفاهم.
في عشرينيات القرن السادس عشر، كان المسكن في كيبيك في الأساس مخزنًا لشركة التجار، وعاش شامبلان في قلعة سانت لويس الخشبية التي بُنيت حديثًا على التل (جنوب فندق قصر فرونتناس الحالي)، بالقرب من المنزلين الوحيدين اللذين بنتهما عائلتان من المستوطنين (منهما منزل لويس إيبرت وصهره غيوم كويلارد).